# 图尤蒂
图尤蒂是巴西圣保罗州的一个市镇。总面积126.465平方公里，总人口5771人，人口密度45.6人/平方公里。